# Cortodera falsa
Cortodera falsa là một loài bọ cánh cứng trong họ Cerambycidae.